# Syltøyna
Syltøyna ou Syltøy est une île dans le landskap Sunnhordland du comté de Vestland. Elle appartient administrativement à Øygarden.

## Géographie
Rocheuse et couverte d'une légère végétation, elle s'étend sur environ 1,410 km de longueur pour une largeur approximative de 1,120 km. Elle compte une trentaine d'habitations, plusieurs quais amarrage et plusieurs routes.